# ملعب المحلة
ستاد غزل المحلة هو ستاد متعدد الاستخدامات يقع في مدينة المحلة الكبرى في محافظة الغربية في مصر. ويستخدم في الغالب في مباريات كرة القدم حيث يستضيف مباريات نادي غزل المحلة، ويتسع الستاد لحوالي 29,000 متفرج.